# Jukun-Mbembe-Wurbo jezici
Jukun-Mbembe-Wurbo jezici (privatni kod: jmbw), skupina centralnojukunoidnih [cjuk] jezika iz Nigerije i Kameruna. Sastoji se od najmanje 4 podskupine, koje obuhvaćaju 12 jezika, to su, viz.: 
a. Jukun [jukn] sa (4) jezika: Hõne [juh] (Nigerija), Jibu [jib] (Nigerija), Jukun Takum [jbu] (Kamerun), Wãpha [juw] (Nigerija)
b. Kororofa [krrf] sa (3) jezika: Jiba [juo] (Nigerija), Wannu [jub] (Nigerija), Wapan [juk] (Nigerija)
c. Mbembe [mbmb] (1) jezik, Tigon Mbembe [nza]
d. Wurbo (3) jezika: Como Karim [cfg] (Nigerija), Jiru [jrr] (Nigeria), Tita [tdq] (Nigeria); i pobliže
neklasificirani [ujkw] jezik shoo-minda-nye [bcv]
Jukun-Mbembe-Wurbo jezici, zajedno s jezicima Kpan-Icen (2) čine centralnu skupinu jukunoidnih jezika, i dio su šire benue-kongoanske skupine.

## Vanjske poveznice
- Ethnologue (14th)
- Ethnologue (15th)